# Schmoner Busch, Spielberger Höhe und Elsloch
Koordinaten: 51° 19′ 52″ N, 11° 35′ 56″ O
Schmoner Busch, Spielberger Höhe und Elsloch ist ein Naturschutzgebiet in der Stadt Querfurt und der Gemeinde Steigra im Saalekreis sowie der Kleinstadt Nebra (Unstrut) und der Gemeinde Karsdorf im Burgenlandkreis in Sachsen-Anhalt.

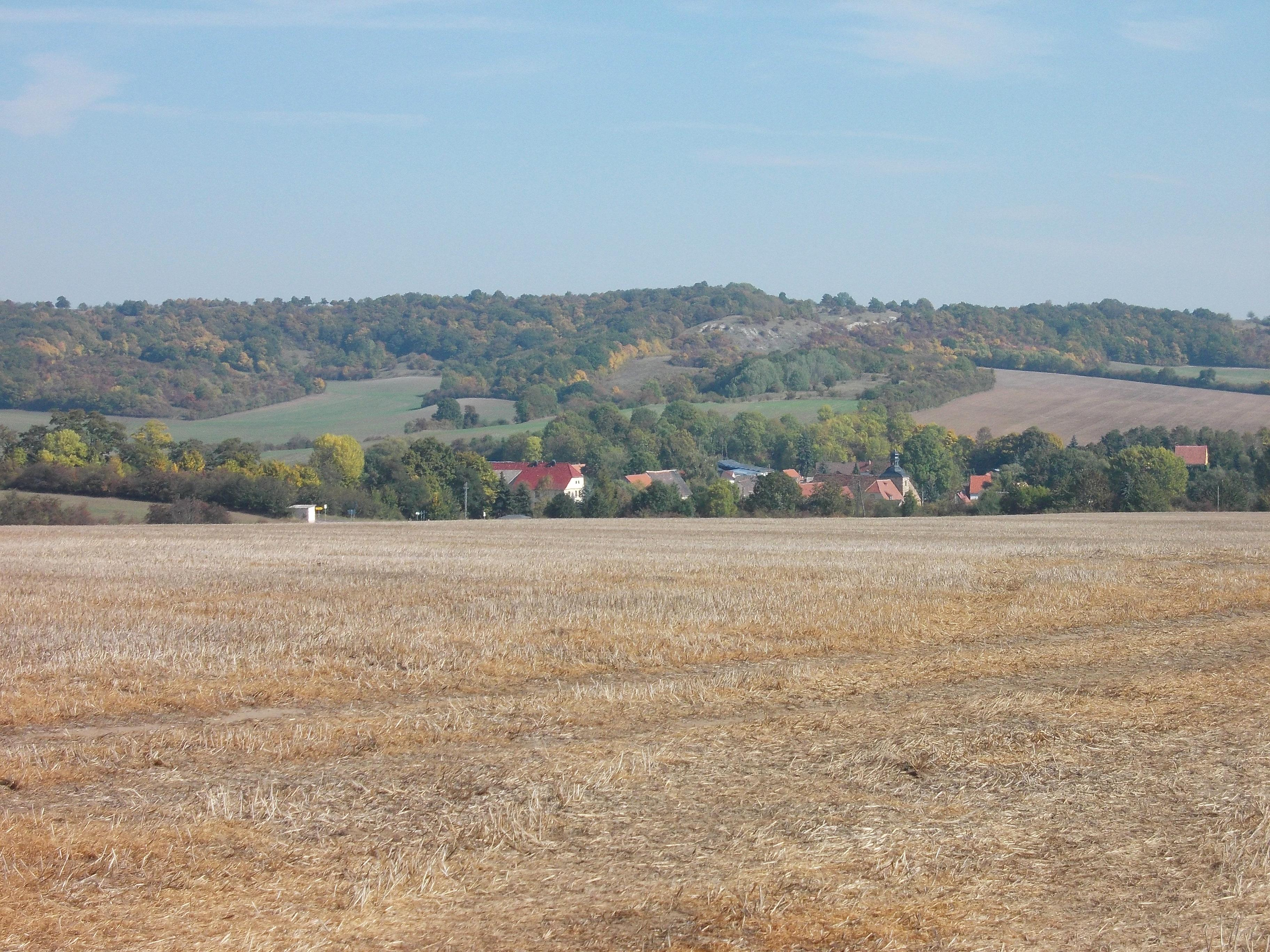
Grockstädt mit den Hängen des NSG im Hintergrund

## Allgemeines
Das Naturschutzgebiet mit dem Kennzeichen NSG 0122 ist rund 298 Hektar groß. Davon entfallen circa 60 Hektar auf den Burgenlandkreis. Das Naturschutzgebiet ist deckungsgleich mit dem FFH-Gebiet „Schmoner Busch, Spielberger Höhe und Elsloch“ und im Süden sowie nach Westen vom Landschaftsschutzgebiet „Unstrut-Triasland“ umgeben. Das Gebiet steht seit 1994 unter Schutz (Datum der Verordnung: 14. Juni 1994). In ihm ist das zum 1. Mai 1961 ausgewiesene Naturschutzgebiet „Hänge bei Niederschmon“ aufgegangen. Zuständige Naturschutzbehörde ist die obere Naturschutzbehörde des Regierungspräsidiums Halle. 

## Beschreibung
Das Naturschutzgebiet liegt südwestlich von Querfurt im Naturpark Saale-Unstrut-Triasland. Es stellt den südwestlichen und südlichen Schichtstufenhang der Querfurter Muschelkalkmulde im Übergang der Querfurter Platte zum Nebraer Unstruttal unter Schutz und erstreckt sich dabei über eine Länge von etwa 9 Kilometern von der Poppenhöhe nordöstlich von Niederschmon über die Spielberger Höhe bei Spielberg bis zu den Hahnenbergen nordwestlich von Steigra. Das Plateau und der obere Teil des bis zu 60 Meter abfallende Steilhangs, in den tiefe Runsen und Gräben eingeschnitten sind, wird von Unterem Muschelkalk mit Felsbändern, Leisten und Riedeln gebildet. Im Unterhangbereich stehen Schluff- und Mergelsteine der Röt-Formationen des Oberen Buntsandsteins an.
Einige der vormals bundeseigenen Flächen im Naturschutzgebiet, zusammen etwa 25 Hektar, gehören der NABU-Stiftung Nationales Naturerbe, die sie von der BVVG Bodenverwertungs- und -verwaltungs GmbH (BVVG) erwarb. Ende 2012 bot die BVVG Bodenverwertungs- und -verwaltungs GmbH zwei weitere Flächen bei Schmon und Grockstädt zum Verkauf an, von denen die Stiftung Naturerbe Nendel Ende 2012 eine rund 21 Hektar große Fläche und die NABU-Stiftung Nationales Naturerbe die andere, rund 23 Hektar große Fläche u. a. mit Mitteln der Lotto-Toto GmbH Sachsen-Anhalt erwarb.
In Teilen des Naturschutzgebietes – insbesondere im Bereich des Schmoner Busch und des Grockstädter Holzes – stockt Waldlabkraut-Traubeneichen-Hainbuchenwald, zu dem sich in Runsen die Gewöhnliche Esche gesellt. Teilweise treten auch Sommerlinden auf. Die Krautschicht wird u. a. von Waldlabkraut, Türkenbundlilie, Waldzwenke, Großem Zweiblatt, Goldnessel, Vogelnestwurz, Stendelwurzen sowie Leberblümchen und Gewöhnlicher Haselwurz gebildet. An den Oberhangkanten im Schmoner Busch stockt ein aufgelockerter Winterlindenwald mit Feldahorn, Elsbeere, Kornelkirsche und Wolligem Schneeball. Die Wälder zeichnen sich durch einen hohen Anteil an Alt- und Totholz aus. Teile der Wälder im Naturschutzgebiet wurden historisch als Niederwälder bewirtschaftet.
Die Waldmäntel werden vielfach von wärmeliebenden Gebüschgesellschaften mit Schneeball und Hartriegel gebildet, die auch als flächige Gebüsche auftreten. Eng verzahnt mit diesen ist der Blutstorchschnabel-Hirschwurz-Saum.
Unbewaldete Bereiche werden insbesondere im mittleren und südlichen Gebietsteil von Trocken- und Halbtrockenrasen eingenommen. Großflächig treten dabei auf tiefgründigen Lößboden Furchenschwingel-Fiederzwenken-Halbtrockenrasen mit Purpurknabenkraut, Fliegenragwurz und Hufeisenklee, selten auch Großer Händelwurz, Frühlingsadonisröschen und Silberdistel sowie Glatthaferwiesen auf. In geringem Umfang sind Mädesüß-Wiesenhafer-Gesellschaften zu finden. Kleinflächig treten auf Kalkschotterhalden Gamander-Blaugras-Trockenrasen mit Braunroter Stendelwurz, auf Kalksteinfelspodesten Badener Rispengrasfluren und auf flachgründigem Boden Walliserschwingel-Pfriemengras-Trockenrasen auf. Teile der Hänge sind auch vegetationsfrei. Hier sind die Röt-Formationen als Geotope aufgeschlossen. Auch offengelassene Steinbrüche sind Bestandteil des Naturschutzgebietes.

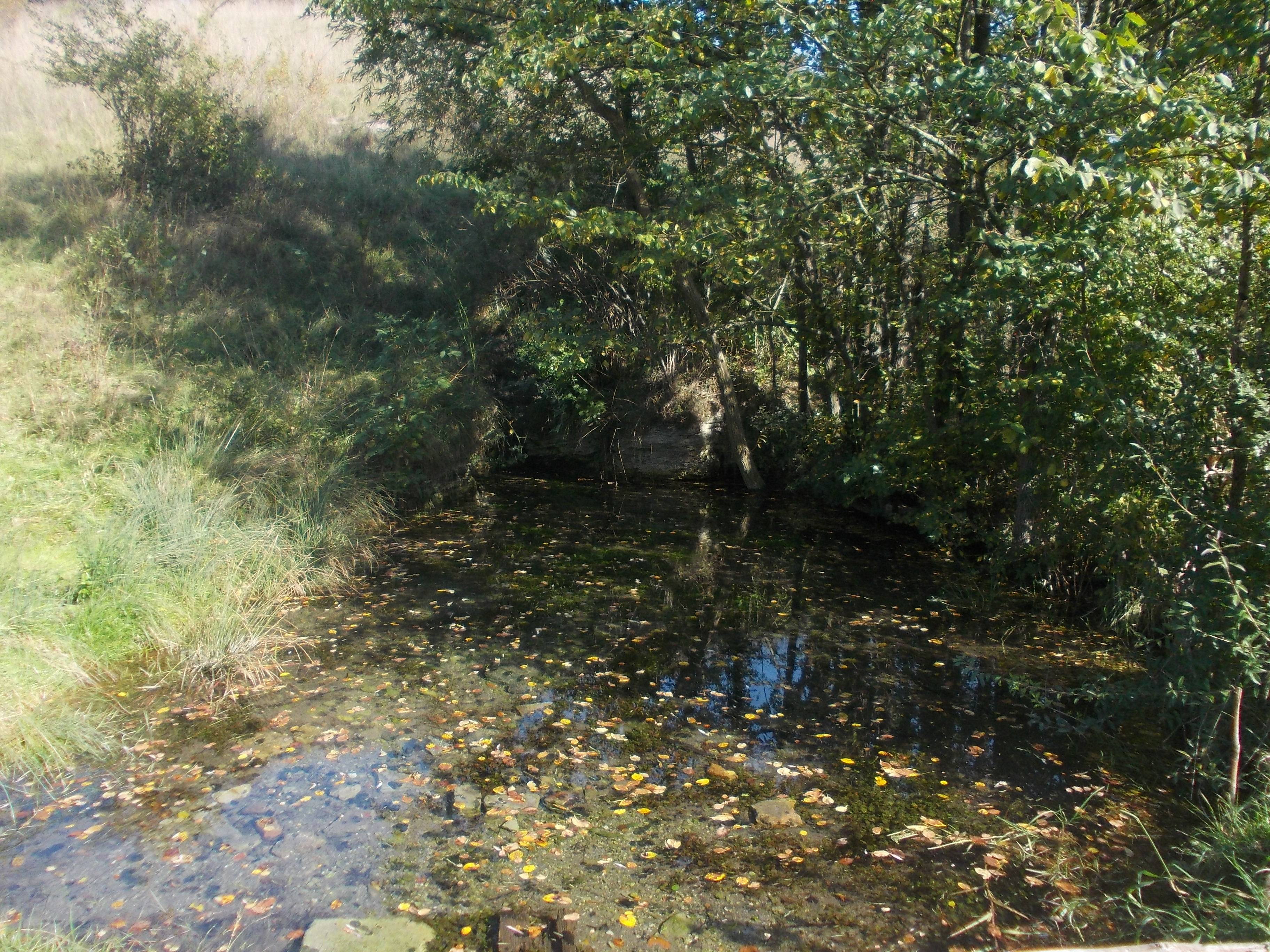
Ortalsborn

Im Bereich von Urtalsborn – auch als Ortalsborn bezeichnet –, einer Karstquelle südlich von Spielberg und der Elslochquelle im Südosten des Schutzgebietes sowie in Senkenlagen sind Feuchtbereiche und Feuchtwiesen sowie Reste von Erlenbruchwäldern Bestandteil des Naturschutzgebietes. Hier siedelt auch der Schmalblättrige Merk. Auch aufgelassene Streuobstwiesen sind zu finden, die jedoch zunehmend verbuschen.
Das Naturschutzgebiet ist Lebensraum einer artenreichen Fauna. Hier leben u. a. Wendehals, Neuntöter und Raubwürger. Auch Ortolan und Grauammer kommen in geringer Zahl vor, ebenso wie die Sperbergrasmücke, die hier ihre westliche Verbreitungsgrenze erreicht. Auch Fledermäuse wie Großes Mausohr und Mopsfledermaus finden im Naturschutzgebiet einen geeigneten Lebensraum. Der hohe Alt- und Totholzanteil der Wälder ist Voraussetzung für eine mannigfaltige Insektenfauna. So sind hier z. B. Hirschkäfer und Kleiner Eichenbock zu finden. Die trockenen Standorte bietet Lebensräume für Berghexe, Schwalbenschwanz, Segelfalter, Zikaden, Wanzen und Käfer.
Teile des Schutzgebietes werden zur Pflege extensiv mit Schafen beweidet.
Das Naturschutzgebiet ist nahezu vollständig von landwirtschaftlichen Nutzflächen umgeben. Zwischen Niederschmon und Grockstädt sowie zwischen Spielberg und Liederstädt grenzt es an die stillgelegte Bahnstrecke zwischen Querfurt und Nebra (Unstrut).